# Max Friz
Max Friz (1 oktober 1883 Urach – 9 juni 1966 Tegernsee) was een Duitse ingenieur en constructeur van vliegtuigmotoren en motorfietsen. Hij werd voornamelijk bekend van zijn werk voor het bedrijf BMW.
Van de jonge jaren van Max Friz is alleen bekend dat hij aanvankelijk zakenman zou worden om het ouderlijk bedrijf over te nemen. Zijn interesse voor techniek was echter sterker, en in 1898 ging hij in de leer bij Dampfmaschinenbau Kuhn in Cannstadt. Van 1902 tot 1906 studeerde hij echter aan de Königliche Baugewerkschule in Esslingen. In 1906 trad hij in dienst bij de Daimler Motoren Gesellschaft als motorconstructeur. Hij werkte mee aan de motor van de Grand Prix auto waarmee Christian Lautenschlager in 1914 de Franse Grand Prix won.

## Vliegtuigmotoren
In 1912-1913 ontwierp Friz de Austro-Daimler vliegtuigmotoren met bovenliggende nokkenassen. In 1916 solliciteerde hij bij Rapp Motorenwerke, omdat zijn chef Paul Daimler zijn suggesties voor de ontwikkeling van motoren niet serieus nam. Karl Rapp, een voormalig collega van Friz bij Daimler, wilde hem aanvankelijk niet aannemen, maar werd overtuigd door Franz Josef Popp omdat die vond dat de Rapp Motorenwerke wel een goede motorconstructeur konden gebruiken.

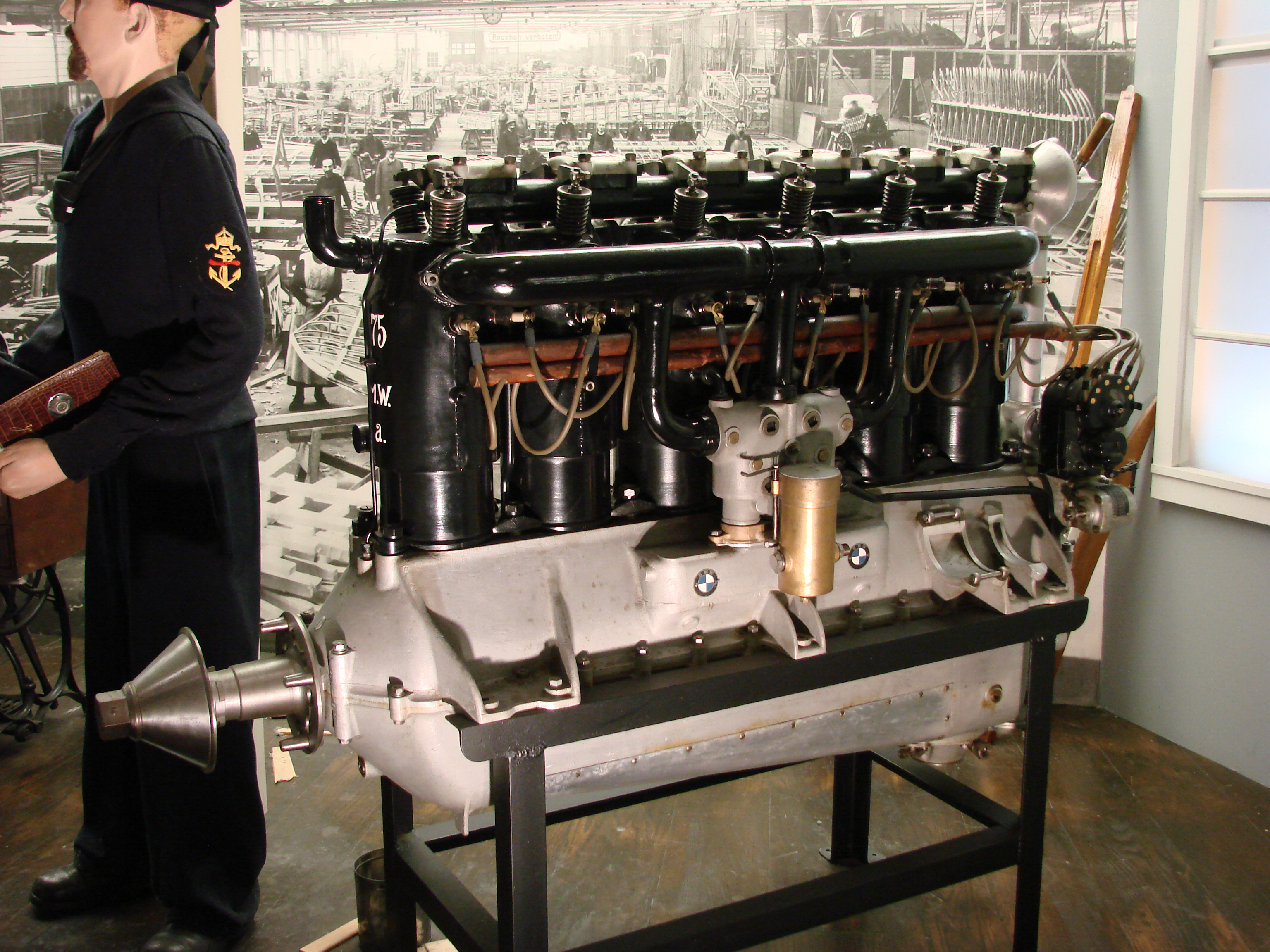
BMW IIIa vliegtuigmotor

Bij Daimler had Friz al een grote vliegtuigmotor met een hoge compressie voor grotere vlieghoogten willen bouwen, maar Paul Daimler richtte zich helemaal op compressormotoren. Bij Rapp ontwikkelde Friz binnen enkele weken zijn nieuwe motor, die later, na de overgang van Rapp naar BMW, de beroemde BMW IIIa motor zou worden. Dit was op dat moment de beste vliegtuigmotor die de Duitse industrie te bieden had. Een hoge compressiemotor was op grotere vlieghoogten nodig omdat de luchtdruk daar te laag wordt. Tot op dat moment sloegen de meeste vliegtuigmotoren boven 3.000 meter af, terwijl grotere vlieghoogten een groot strategisch voordeel boden. Terwijl Friz bezig was de ontwerptekeningen van deze motor te voltooien, trokken officieren van de Reichswehr langs diverse fabrikanten om te bezien welke vliegtuigmotoren voor militaire doeleinden geproduceerd zouden gaan worden. Rapp werd in eerste instantie aangewezen om Daimler of Benz motoren in licentie te gaan assembleren. De ontwerptekeningen van Friz overtuigden de Reichswehr echter. Er werden vanaf de tekentafel 600 exemplaren besteld, en op die manier bleef de Rapp Motorenwerke een toekomst als assemblagebedrijf bespaard. Er was nog niet eens een prototype gebouwd. Het bedrijf werd zelfs een belangrijke oorlogsproducent. De vloeistofgekoelde zescilinder lijnmotor werd op 20 mei 1917 geregistreerd. In hetzelfde jaar bracht Friz een gasklep in de carburateur aan, waardoor de prestaties van de motor op grote hoogte nog verbeterden. Franz-Zeno Diemer vestigde in 1919 een hoogterecord (32.000 voet of 9.760 meter) met de opvolger van deze motor, de BMW IVa. Rapp Motorenwerke was inmiddels omgedoopt tot Bayerische Motoren Werke GmbH. Doordat de reputatie van het bedrijf nu gevestigd was, groeide het sterk. Friz werd chefconstructeur en bleef aanvankelijk vliegtuigmotoren ontwerpen, waaronder de BMW VI twaalfcilinder v-motor. Roald Amundsen gebruikte de BMW VI voor zijn vlucht naar de 87e breedtegraad (87°44', de meest noordelijke breedtegraad die ooit bereikt was). Walter Mittelholzer gebruikte de motor voor zijn vlucht naar Kaapstad. De BMW IIIa werd toegepast in de Junkers F13.

## Motorfietsen
Na de Eerste Wereldoorlog verbood het Verdrag van Versailles Duitsland zelfs een Luchtmacht te hebben, en ook de productie van militaire vliegtuigen werd verboden. BMW zette de eerste voorzichtige stappen op motorfietsgebied met de Flink. De Flink had een 147 cc-tweetaktmotor, die bij Kurier (Hanfland) in Berlijn was ontwikkeld. De Flink was geen succes. Daarop ontwikkelde Martin Stolle een dwarsgeplaatste tweecilinderboxermotor, naar het voorbeeld van de Douglas die hij privé bezat. Men bouwde met deze M2B15 "Bayernmotor" de Helios, die ook niet succesvol was. Wel werd het motorblok als stationaire motor verkocht, terwijl merken als Corona, Bison, Heller, SMW en Victoria hem als inbouwmotor toepasten. De dwarse plaatsing van de motor veroorzaakte een gebrekkige rijwindkoeling van de achterste cilinder.

### BMW R 32

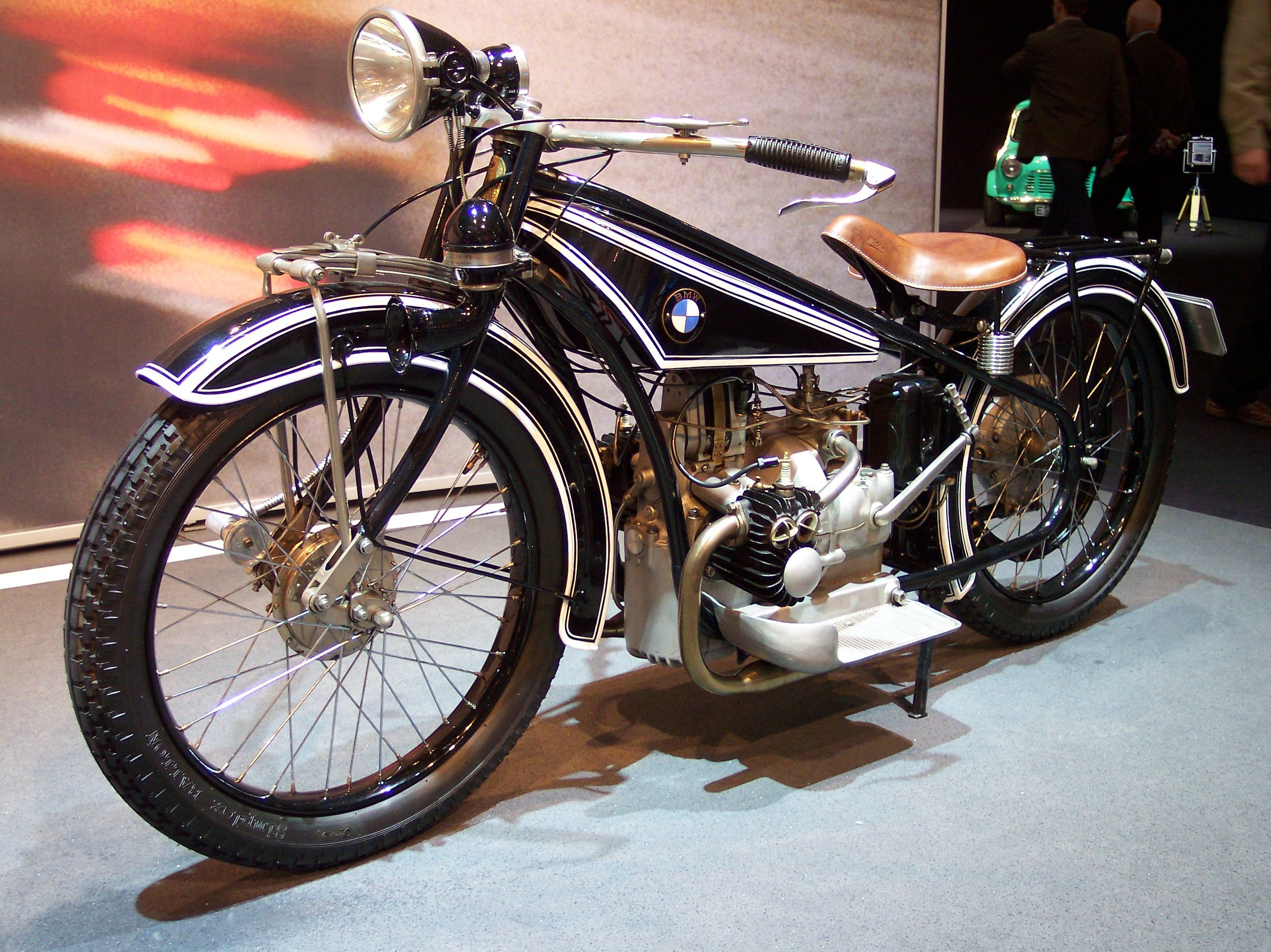
BMW R 32

In 1922 werd BMW een naamloze vennootschap (BMW AG), en Max Friz bleef chefconstructeur en hoofdontwerper van motoren. Franz Josef Popp, inmiddels directeur, gaf Max Friz de opdracht een nieuwe motorfiets te ontwikkelen. Friz ging uit van de M2B15 motor, maar draaide hem 90° in het frame, waardoor beide cilinders gelijkmatig gekoeld werden. Bovendien maakte deze configuratie het gebruik van asaandrijving mogelijk. Zo ontstond de BMW R 32. De cilinders bestonden uit een aluminiumlegering en de motor kreeg de naam M2B33. Bij de presentatie tijdens de Mondial de l'Automobile in 1923 was de R 32 een regelrechte sensatie. Het motorblok met aangeboute koppeling en versnellingsbak was in combinatie met de asaandrijving schoon en onderhoudsvriendelijk en ook het wet-sumpsysteem was een vooruitgang vergeleken met de meeste andere merken. In het begin van de jaren twintig was de total loss smering nog in zwang. Het smeersysteem van BMW had nog geen hoge druk, waardoor kogellagers voor de krukas werden toegepast. Deze bleven tot de komst van de BMW /5-serie in 1969 in gebruik. De R 32 hield het bedrijf in leven en stond zelfs aan de basis voor alle BMW motorfietsen tot in 1983. Franz Bieber won in 1924 met een geheel standaard motor verschillende Duitse wegraces. Het principe van de langsgeplaatste motor, enkelvoudige droge plaatkoppeling en asaandrijving heeft BMW in 2011 nog niet verlaten. De R 1200 serie heeft nog dezelfde kenmerken.

## Auto's
In 1934 werd Max Friz bedrijfsleider van BMW Flugmotoren GmbH, maar tot 1937 bleef hij ook in functie als chefconstructeur en -ontwerper van BMW AG. De in 1928 overgenomen Flugmotorenfabrik Eisenach GmbH in Eisenach viel vanaf 1938 ook onder zijn verantwoordelijkheid, toen hij Leo C. Grass daar opvolgde. Daar werden naast vliegtuigmotoren en motorfietsen ook auto's geproduceerd. Na de oorlog lag deze fabriek in de Sovjet bezettingszone, en werden BMW R35 motorfietsen en auto's als de BMW 328 onder de naam EMW (Eisenacher Motoren Werke) verkocht. Friz ging in 1945 met pensioen.

## Eredoctoraat
De Technische Hogeschool in München verleende hem in 1954 een eredoctoraat.
Max Friz overleed op 82-jarige leeftijd op 9 juni 1966 in Tegernsee
- Gemeinsame Normdatei: 141247649
- Virtual International Authority File: 120854704